# Spiroctenus spinipalpis
Spiroctenus spinipalpis är en spindelart som beskrevs av Hewitt 1919. Spiroctenus spinipalpis ingår i släktet Spiroctenus och familjen Nemesiidae. Inga underarter finns listade i Catalogue of Life.